# پیران (سرپل‌ذهاب)
پیران (سرپل‌ذهاب)، روستایی از توابع بخش مرکزی شهرستان سرپل ذهاب در استان کرمانشاه ایران است.
این روستا در ۸کیلومتری شهرستان سرپل ذهاب واقع شده است.

## جمعیت
این روستا در دهستان حومه سرپل قرار دارد و براساس سرشماری مرکز آمار ایران در سال ۱۳۸۵، جمعیت آن ۵۲۲۰ نفر (۱۰۸ خانوار) بوده‌است.

## ابشار پیران
این آبشار در فاصله ۸کیلومتری شهرستان سرپل ذهاب در استان کرمانشاه قرار دارد .
ارتفاع آن بیش از ۱۸۰متر برآورد شده است که به عنوان بلند ترین آبشار دائمی ایران و تنها آبشار آپارتمانی جهان شناخته می‌شود